# Land of Confusion (песня Disturbed)
«Land of Confusion» — сингл американской рок-группы «Disturbed», вошедший в их третий студийный альбом, Ten Thousand Fists. «Land of Confusion» является кавером на песню британской рок-группы «Genesis» 1986 года, высмеивающую «холодную войну» и агрессивную политику Рональда Рейгана.
Песня стала четвёртым синглом в альбоме Ten Thousand Fists. Вокалист Дэвид Дрейман прокомментировал, что группа преследовала цель «взять песню, абсолютно не похожую на наши песни, и сделать её своей».

## Видео
Анимированный видеоряд к песне создал художник Тодд Макфарлейн, известный работой с рядом книжек-комиксов «Spawn». Макфарлейн ранее уже представил видеоклипы для песен «Freak on a Leash» «Korn» и «Do the Evolution» «Pearl Jam», выдержанные в сходной эстетике. Согласно Макфарлэйну, видео к «Land of Confusion» — «обширная панорама корпоративного мира, в котором всё это связывается воедино в одного большого зверя… Миром управляет одна огромная вещь, ведомая жадностью и жаждой наживы».
В результате, видеоклип представляет собой своеобразный протестный манифест с отчётливо левым, антикапиталистическим, альтерглобалистским и революционным посылом.
Видео начинается показом The Guy, талисмана Disturbed, поверженного к земле и закованного в цепи. Он становится жертвой Системы, угнетающей всё человечество. На её вершине располагается грузная фигура миллионера в цилиндре и пенсне, олицетворяющая капитализм. Пешки в его руках — лидеры «большой восьмёрки» (в частности, показаны Буш-младший, Путин, Блэр, Дзюнъитиро Коидзуми, Ширак и, в одном эпизоде, Шрёдер) — собираются за «круглым столом», чтобы решить, где ещё должна пролиться кровь ради прибыли их хозяина. Марширующие легионы солдат повинующихся им империалистических государств одеты в чёрную форму, напоминающую гитлеровские отряды СС, а нашивки с флагами их стран сменяются гибридом знака доллара и свастики на красном фоне нацистского полотнища (под этим же знаменем заседают и лидеры «большой восьмёрки»).
Изначально война ведётся в странах «третьего мира» (пылающие нефтяные вышки отсылают к войне в Ираке), но в конечном итоге самолёты, бомбящие бедняцкие деревни в джунглях, разрушают Нью-Йорк, Лондон, Париж и Стамбул. Однако The Guy разрывает оковы и освобождается из неволи, призывая своим примером людей к сопротивлению. Восставший народ (по словам Макфарлейна, некоторые персонажи в толпе были срисованы с реальных людей — Хантера С. Томпсона, Зака Вайльда и Тони Айомми) побеждает солдат и танки, после чего главный герой ведёт его на штурм Штаб-квартиры Организации Объединенных Наций. Массы линчуют политиков и принимаются за главного виновника — Капитал. Сообща им удаётся повалить его гигантскую тушу, и The Guy добивает его, превращая в вихрь из долларовых купюр.

## Позиция в чартах
| Год  | Чарт                       | Позиция |
| ---- | -------------------------- | ------- |
| 2006 | Hot Mainstream Rock Tracks | 1       |
| 2006 | Hot Modern Rock Tracks     | 18      |